# Kamou Malo
Kamou Malo, né en 1963 à Fing (Burkina Faso), est un ancien footballeur burkinabé qui évolue au poste de milieu de terrain. Il se reconvertit ensuite en entraîneur et, est, depuis 2022 le coach de l'As Douanes.
En 2021, en tant qu'entraîneur, il est demi-finaliste de la Coupe d'Afrique des Nations.

## Biographie
Kamou Malo naît à Fing, près de Bobo-Dioulasso. Policier de profession, il découvre le football à l'âge de six ou sept ans dans les rues de Ouagadougou, où il fait son apprentissage avant d'intégrer les équipes de quartier. Il commence à jouer sérieusement au Soleil d'Afrique, un club du quartier Gounghin. Il accède au grade de capitaine de police puis attire l'attention de l'USO, l'équipe de l'armée,. Il renonce ensuite à passer le concours de commissaire de police au Burkina Faso pour obtenir un diplôme d'entraîneur.

## Carrière de joueur
Au cours de sa carrière de joueur, Malo joue pour les clubs basés à Ouagadougou, l'US Ouagadougou et l'Étoile Filante.

## Carrière d'entraineur
En 2010, après avoir dirigé Majestic, Malo est nommé manager du RC Kadiogo. Après une période de trois ans, Malo rejoint l'AS SONABEL. En 2015, Malo revient au Rail Club Kadiogo. Lors de son deuxième passage au club, Malo aide le Rail Club Kadiogo à remporter deux Premier League burkinabé, en 2016 et 2017. En 2018, Malo rejoint l'USFA, terminant deuxième de la ligue.

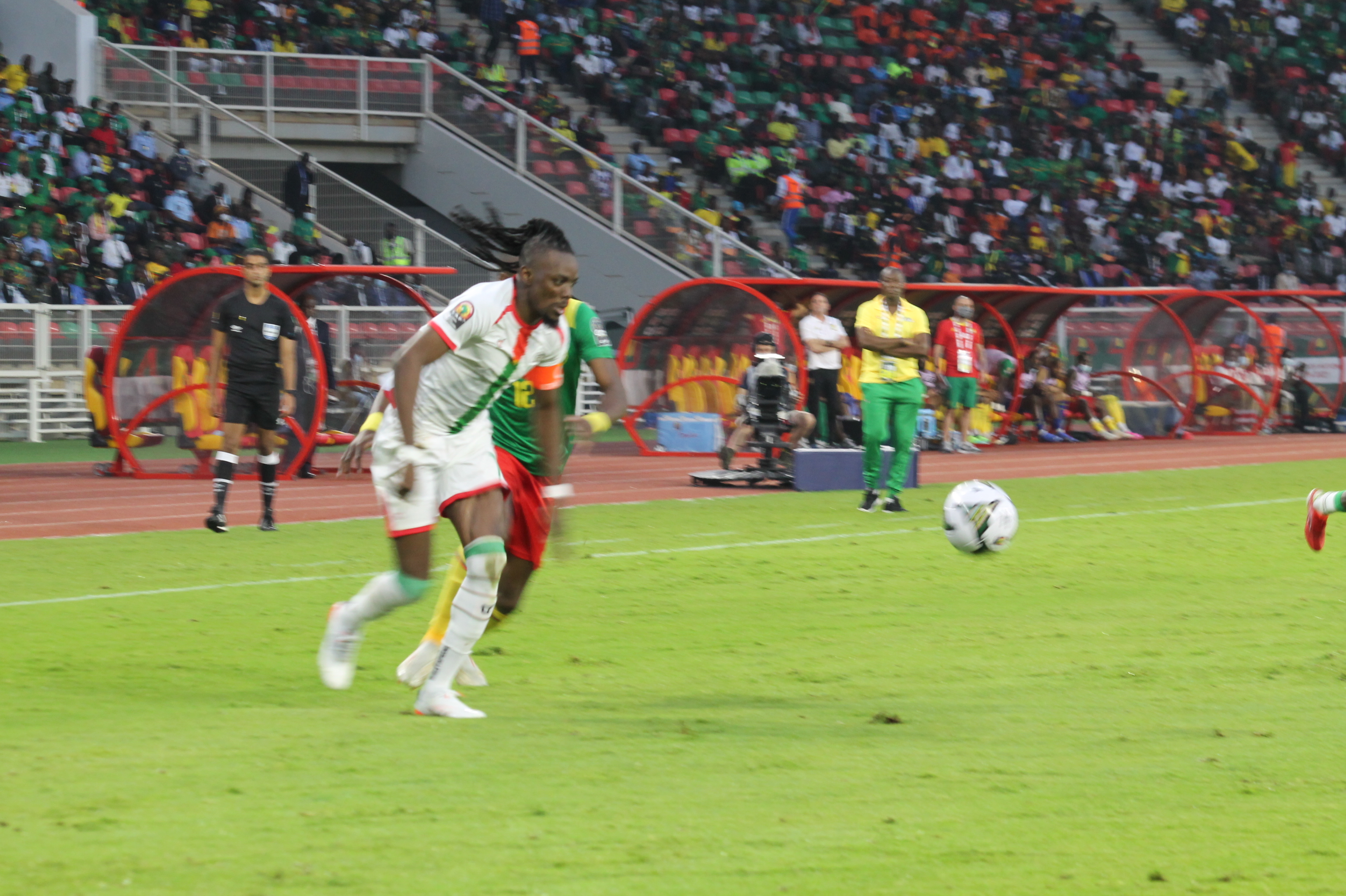
Une action de l'équipe burkinabè

En juillet 2019, Malo est nommé manager du Burkina Faso,. En tant qu'entraîneur-chef du Burkina Faso, il prend la quatrième place de la Coupe d'Afrique des Nations 2021 mais la Fédération burkinabé de football a décidé de ne pas renouveler le contrat qui a expiré en février 2022. Le sélectionneur français Hubert Velud le succède à la tête de la sélection burkinabé.
Il est depuis 2022 coach de l’As Douanes. Il est nommé meilleur entraîneur du championnat des mois d'octobre 2023 et de janvier 2024.

## Vie privée
Le fils de Kamou Malo, Patrick Malo, est un footballeur international burkinabé.

## Honneurs

### RC Kadiogo
- Première Ligue burkinabé : 2015-16, 2016-17
- Coupe du Faso : 2012
- SuperCoupe Burkinabé : 2012

Il est champion avec le Rail Club de Kadiogo.

### As douane
Il est meilleur entraîneur du Faso foot du mois d'octobre 2023 et du mois de janvier 2024. Egalement champion du Burkina Faso 2023 avec l’équipe de la douane.